# Pilar Perea Moreno
María Pilar Perea Moreno (Madrid, 1969) és una pintora, pianista i política espanyola, regidora de l'Ajuntament de Madrid des de 2019.
Va llicenciar-se en Belles Arts i va obtenir un títol de Piano al Conservatori de Madrid. Docent de música durant dues dècades, ha treballat a l'Aula de Música d'Alcalá d'Henares, a l'Escola Waldorf i a La Casa Encendida.
Experta en cultura i coordinadora del projecte municipal «Madrid en crudo», va ser vocal/assessora de l'Ajuntament de Madrid entre 2017 i 2019. Inclosa al número 16 de la llista de Més Madrid de cara a les eleccions municipals de 2019 a Madrid, va resultar electa regidora de l'Ajuntament de Madrid.

## Premis
- XXIV Premi BMW de Pintura (2009; primer premi per Menorca. Luis pensando)[4]